# T and T
T and T – utrzymany w lekkim, nieco komediowym stylu serial kryminalny produkowany w latach 1987–1990 w USA i Kanadzie. Swoją polską premierę miał na ekranach Polonii 1 w latach 90. Opowiada o pracy dwójki detektywów T.S. Turnera i Amandy Taler. W pierwszej z głównych ról znany przede wszystkim z serialu „Drużyna A” – Mr. T.
Piosenkę tytułową wykonuje Merry Clayton.
Głos we wstępie: 
 „T.S. Turner był miejskim cwaniakiem, który nie chciał podporządkować się prawom ulicy, wreszcie został wrobiony w przestępstwo, którego nie popełnił. Amy Taler była młodą walczącą prawniczką. Wniosła o rewizję sprawy Turnera i wyciągnęła go z więzienia, teraz w krawacie i garniturze pomaga jej, jako prywatny detektyw. Mówią o nich T and T”

## Obsada
| Aktor             | Rola              | Uwagi             |
| ----------------- | ----------------- | ----------------- |
| Mr. T             | T.S. Turner       |                   |
| Alexandra Amini   | Amanda Taler      | tylko 1 i 2 sezon |
| Ken James         | Detektyw Jones    | tylko 1 sezon     |
| David Nerman      | Decker            |                   |
| Jackie Richardson | Ciocia Marta      | tylko 1 sezon     |
| Rachael Crawford  | Renee             | tylko 1 sezon     |
| Catherine Disher  | Sophie            | tylko 1 sezon     |
| Sean Roberge      | Joe Casper        | tylko 2 sezon     |
| Kristina Nicoll   | Terri Taler       | tylko 3 sezon     |
| David Hemblen     | Detektyw Hargrove | tylko 3 sezon     |